# Florești
Florești – miasto w Mołdawii, stolica rejonu Florești. W 2014 roku liczyło 11 998 mieszkańców.